# Bundeswettbewerb Entente Florale

Logo von Entente Florale

Der bundesweite Wettbewerb Entente Florale war ein Grün- und Stadtentwicklungswettbewerb für Städte und Gemeinden in Deutschland. Er sollte dazu animieren, in einer Gemeinschaftsaktion von Verwaltung, Politik, Wirtschaft und der Bürger, den städtischen Raum mit Grün und Pflanzen aufzuwerten. Der Wettbewerb fand zwischen 2001 und 2014 jährlich statt. Das Motto des Wettbewerbs war zunächst „Unsere Stadt blüht auf“, ab dem Jahr 2012 hieß es „Gemeinsam aufblühen“.
Im Jahre 2014 beschloss der Zentralverband Gartenbau e. V. (ZVG), der den bundesweiten Städtewettbewerb Entente Florale „Gemeinsam aufblühen“ bis dahin als Träger unterstützte, den bereits für 2015 ausgeschriebene Wettbewerb auszusetzen.
Der Wettbewerb beanspruchte für sich, die positiven Effekte einer ökologischen und nachhaltigen Stadtbegrünung zu fördern. Er zielte darauf ab, mehr Natur in die Stadt zu bringen, das Wohn- und Arbeitsumfeld zu verbessern und zugleich die Lebensqualität für Bewohner und die Attraktivität für die Besucher zu erhöhen.
Vorgänger auf ländlicher Ebene war der seit 1961 durchgeführte Wettbewerb „Unser Dorf soll schöner werden“. 

## Bewerbung
Bewerben konnten sich Städte und Gemeinden mit mehr als 3.000 Einwohnern und Stadtteile mit mehr als 15.000 Einwohnern.

## Jury / Jurybesuch
Die Jury Entente Florale bestand aus sechs bis sieben Personen mit gärtnerischen, stadt- und landschaftsplanerischen, touristischen und kommunalen Fachkenntnissen und Erfahrungen. Die Jury besuchte im Wettbewerbsjahr Ende Juni/Anfang Juli die teilnehmenden Städte und Gemeinden. Der Jury wurde von den Verantwortlichen der Stadt das Frei- und Grünflächenpotenzial präsentiert, aktuelle Projekte der grünen Stadtentwicklung wurden vorgestellt. Die Zeit vor Ort war abhängig von der Größe bzw. der Einwohnerzahl der jeweiligen Kommune. Der Zeitraum der Begutachtung variierte zwischen vier und acht Stunden. Die Jury fasste die Ergebnisse der Begutachtung in einer Expertise bzw. in einem Bereisungsprotokoll zusammen.

## Bewertungskriterien
Zur Bewertung kamen folgende Bereiche:
- Öffentlicher Bereich
- Privater Bereich
- Gewerbe und Dienstleistungen
- Projekte und Konzeptionen aus den Bereichen Natur- und Umweltschutz, Gartenkultur
- Präsentation / Gesamteindruck

## Auszeichnungen und Sonderpreise

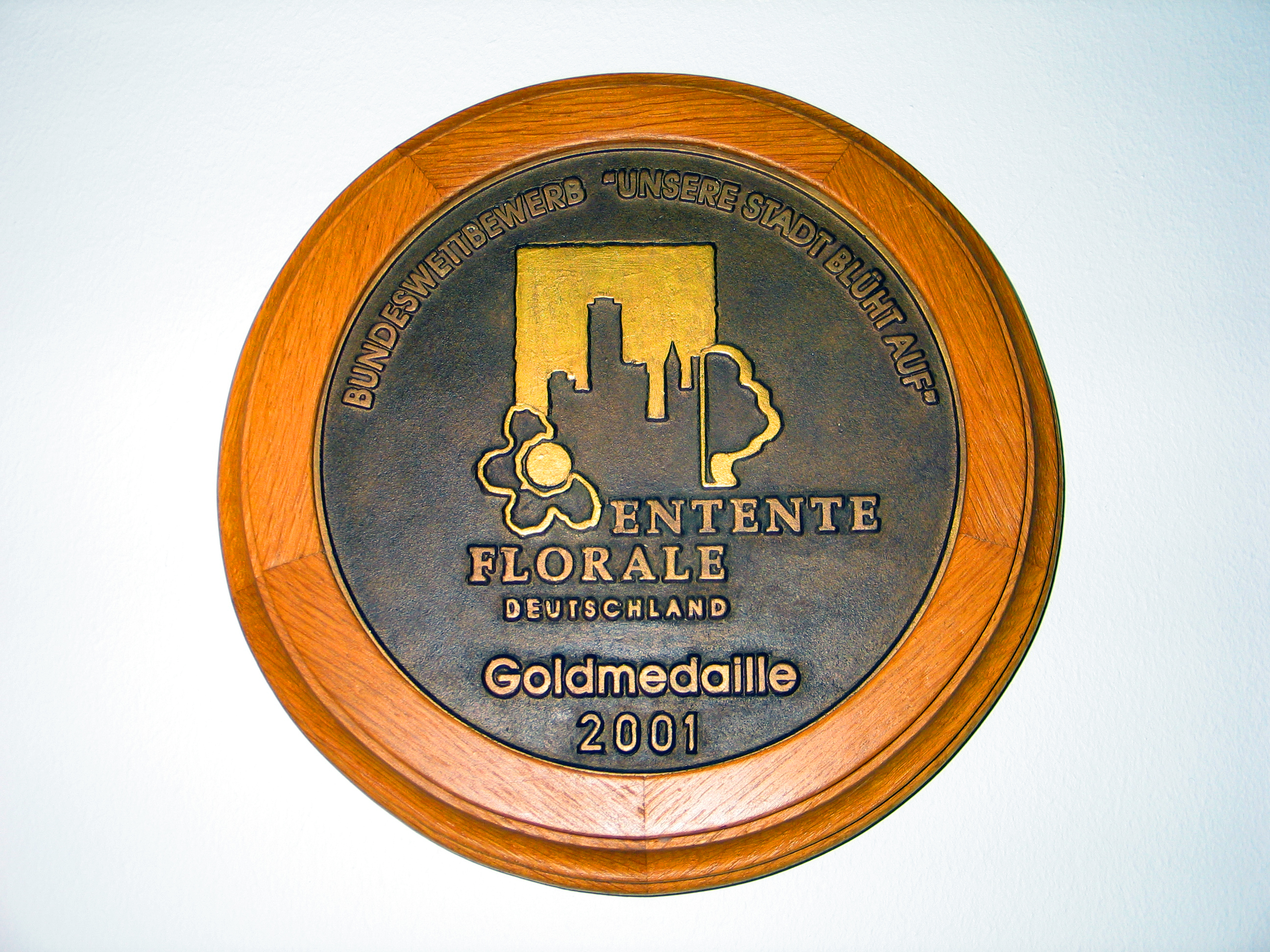
„Goldmedaille 2001“, gesehen auf dem Waldfriedhof in Celle

Entente Florale verlieh Medaillen und Urkunden sowie Sonderpreise. Die Bewertungen fanden auf der Grundlage eines Punktesystems statt. Für die Gesamtleistung vergab Entente Florale Bronze-, Silber- oder Goldmedaillen bzw. auch eine Lobende Anerkennung.
Für Leistungen in besonderen Teilbereichen wurden Sonderpreise von folgenden Preisgebern ausgelobt:
- Sonderpreis des Bundesministerium für Umwelt, Naturschutz und Reaktorsicherheit (BMU): Naturschutz in der Stadt
- Sonderpreis des Bundesministerium für Ernährung, Landwirtschaft und Verbraucherschutz (BMELV): Für besonders gelungene Garten- oder Parkgestaltung mit standorttypischen Pflanzen
- Sonderpreis des Bundesministerium für Verkehr, Bau und Stadtentwicklung (BMVBS): Grüne Räume, die verbinden
- Sowie Sonderpreise von einschlägigen Organisationen und Verbänden

## Preisverleihung
Die Preisverleihung fand im ZDF-Fernsehgarten in Mainz statt. 

## Internationaler Wettbewerb
Im Rahmen der Preisverleihung fand zudem die Nominierung einer mit Gold ausgezeichneten Stadt als deutschem Vertreter für den europäischen Wettbewerb Entente Florale Europe statt. Deutsche Städte und Gemeinden nehmen bereits seit 1994 direkt am internationalen Wettbewerb teil.
In Frankreich entspricht diesem Wettbewerb der Concours national des villes et villages fleuris.

## Preisträger
| Gold   | - 2001: Mössingen, Cottbus, Celle - 2002: Magdeburg - 2003: Bietigheim-Bissingen, Westerstede - 2004: Arnstadt, Bad Langensalza, Bad Lippspringe, Germersheim, Hanau, Ibbenbüren, Kaiserslautern, Merseburg, Potsdam, Sonsbeck, Weimar - 2005: Bad Nauheim, Gera, Grevenbroich, Haldensleben, Kiel, Rheda-Wiedenbrück, Rotenburg an der Fulda, Schwabach, Straelen, Überlingen - 2006: Bürstadt, Münster, Rietberg, Westerstede - 2007: Bad Pyrmont, Düsseldorf, Ladenburg, Lübbenau, Magdeburg, Mannheim, Ratingen, Wunsiedel - 2008: Erfurt, Stuttgart, Weimar - 2009: Gera, Guben, Veitshöchheim, Westerstede - 2010: Andernach, Bad Langensalza, Billerbeck, Guben, Hanau, Lübbenau, Muggensturm - 2011: Rheinfelden - 2012: Andernach, Ettenheim, Traunstein, Wangerland - 2013: Bad Füssing - 2014: Rheinfelden, Wangerland |
| Silber | - 2003: Arnstadt, Erfurt, Magdeburg - 2004: Magdeburg - 2005: Billerbeck, Brilon, Deggendorf, Goslar, Gronau, Hildesheim, Illingen, Kamenz, Kronach, Magdeburg, Melle, Sömmerda - 2006: Gotha, Guben, Hameln, Lippstadt, Suhl, Vellmar - 2007: Amberg, Bad Sassendorf, Guben, Kronach, Neuenburg am Rhein, Saarbrücken, Wangen im Allgäu - 2008: Halberstadt, Heidenheim an der Brenz, Lorsch, Regensburg - 2009: Bernau bei Berlin, Gelsenkirchen, Kressbronn, Ludwigsburg, Prenzlau, Schwarzenberg, Vaterstetten, Walldorf, Wiesloch - 2010: Oschatz - 2011: Teltow - 2012: Bad Bentheim, Bad Essen, Waren (Müritz) - 2013: Eschborn, Pfarrkirchen, Schweinfurt, Siegen, Wassenberg, Zeven - 2014: Hattersheim, Meerane, Schlüchtern                                                                                            |
| Bronze | - 2005: Bensheim, Glauchau, Gotha, Guben, Hameln, Kirchheimbolanden, Lauta, Rüthen, Schwarzenberg - 2006: Eckernförde, Lütjenburg, Muggensturm, Weilburg, Wietzendorf - 2007: Burgkirchen an der Alz, Meerane, Philippsburg, Premnitz, Seelow, Vaterstetten - 2008: Eberswalde, Meerane, Mettlach, Preetz, Witzenhausen - 2009: Forchheim, Hamm, Ibbenbüren, Wassenberg - 2010: Lengerich, Poing - 2011: Ortenberg - 2012: Bad Schwalbach, Malente, Ortenberg, Schlüchtern, Wurzen - 2013: Arnsberg, Bad Dürrenberg, Bad Soden am Taunus, Hagenbach, Lienen, Losheim am See, Malente, Schlüchtern, Trendelburg - 2014: Bad Feilnbach, Greiz |

## Träger
Träger des Wettbewerbs waren bis 2014:
- Zentralverband Gartenbau e. V.
- Deutscher Städtetag
- Deutscher Städte- und Gemeindebund
- Deutscher Tourismusverband e. V.

Die Geschäftsstelle Entente Florale hatte ihren Sitz beim Zentralverband Gartenbau (ZVG) in Berlin.
2018 war die Deutsche Gartenbau-Gesellschaft 1822 e. V. Träger des Wettbewerbs.